# Накло (община)
Община Накло (словен. Občina Naklo) — одна з общин у північно-західній Словенії. Адміністративним центром є місто Накло. Завдяки своєму розташуванню в общині розвинені сільське господарство, малий бізнес, туризм.

## Населення
У 2010 році в общині проживало 5232 осіб, 2609 чоловіків і 2623 жінок. Чисельність економічно активного населення (за місцем проживання) — 2074 осіб. Середня щомісячна чиста заробітна плата одного працівника (EUR), 911,21 (в середньому по Словенії 966,62). Приблизно кожен другий житель у громаді має автомобіль (55 автомобілів на 100 жителів). Середній вік жителів становить 40,2 роки (у середньому по Словенії 41,6).

## Населені пункти
До складу общини входять такі населені пункти:
- Накло
- Бистриця,
- Цегелниця,
- Гобовце,
- Мало Накло,
- Окрогло,
- Подбрезє,
- Полиця,
- Споднє Дуплє,
- Страхінь,
- Задрага,
- Згорнє Дуплє,
- Жеє